# Łużki (przystanek kolejowy na Białorusi)
Łużki (biał. Лужкі; ros. Лужки) – przystanek kolejowy w miejscowości Lasniczyja, w rejonie orszańskim, w obwodzie witebskim, na Białorusi. Leży na linii Witebsk - Orsza.
Nazwa pochodzi od leżącej przy przystanku dawnej osady Łużki, w 2016 włączonej do wsi Lasniczyja.